# St. Josef (Blankenburg)

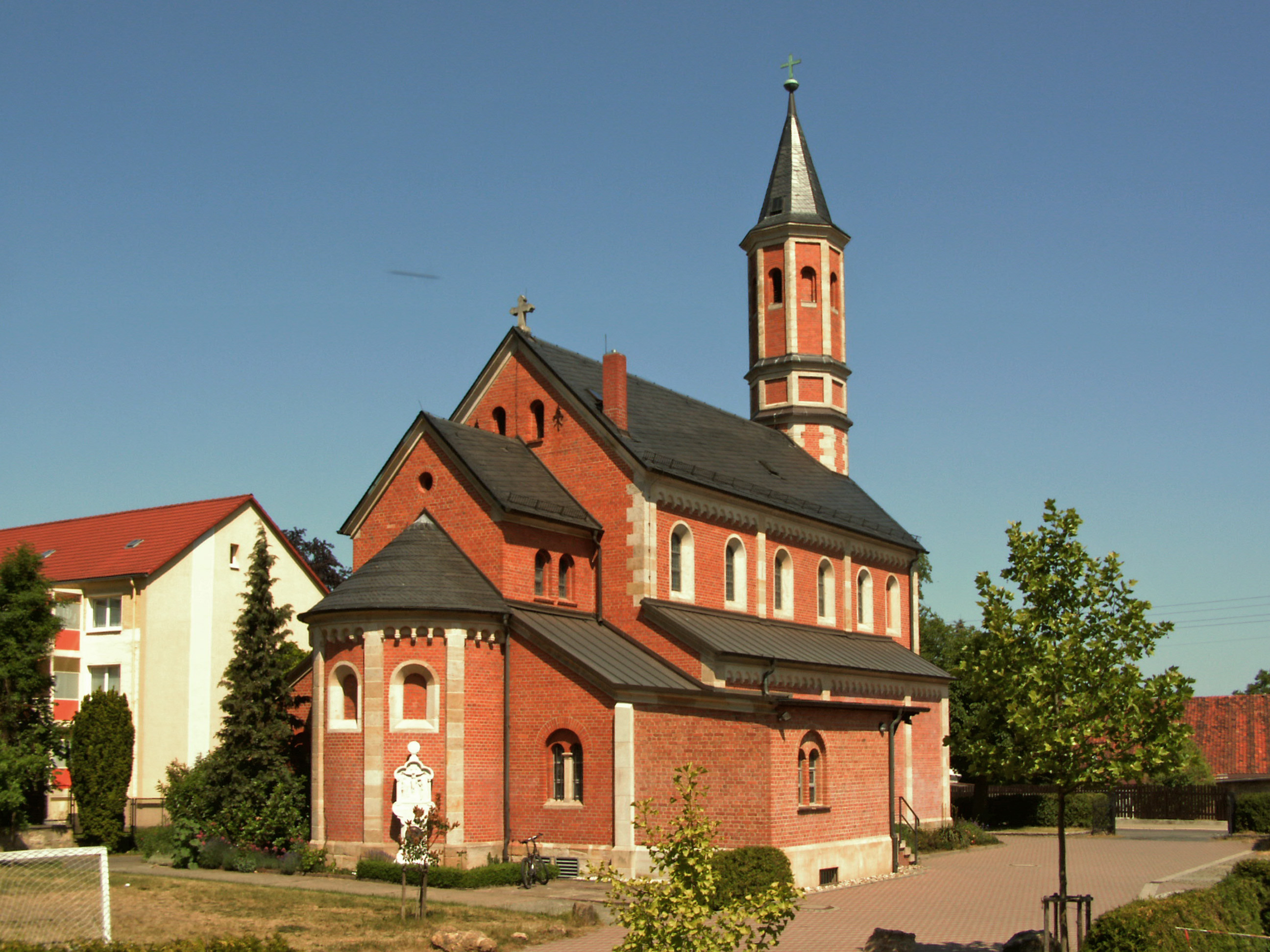
Blankenburg, St. Josef

St. Joseph oder Sankt Josef ist eine römisch-katholische Kirche in Blankenburg (Harz), einer Stadt im Landkreis Harz in Sachsen-Anhalt. Sie ist eine Pfarrkirche im Dekanat Halberstadt des Bistums Magdeburg. Die nach dem heiligen Josef von Nazaret benannte Kirche ist im Denkmalverzeichnis des Landes Sachsen-Anhalt unter der Erfassungsnummer 094 01805 als Baudenkmal aufgeführt.

## Geschichte
In der Grafschaft Blankenburg führte Graf Ulrich X., nach anderer Zählung Ulrich XI., im 16. Jahrhundert die Reformation ein. Dadurch wurden die St.-Bartholomäus-Kirche, das Kloster Michaelstein und die Bevölkerung von Blankenburg evangelisch.
Zwischen dem 24. August 1796 und dem 10. Februar 1798 lebte Ludwig XVIII. in Blankenburg und ließ in seiner Wohnung eine katholische Privatkapelle einrichten. Nach seinem Wegzug fanden noch bis mindestens 1820 katholische Gottesdienste in verschiedenen profanen Räumen in Blankenburg statt, unter anderem in einem Nebengebäude des Schlosses. 1834 wurde Blankenburg, das damals zum Herzogtum Braunschweig gehörte, dem Bistum Hildesheim zugeordnet.
Nach 1870 erhöhte sich die Zahl der Katholiken in Blankenburg und Umgebung, die größtenteils als Arbeiter des Eisenhüttenwerks oder anderer Industriebetriebe zuzogen. Am 14. Juli 1881 vollzog Dechant August Seneca aus Halberstadt die Grundsteinlegung der Kirche, und am 22. August 1882 er folgte, ebenfalls durch Seneca, ihre Benediktion. Zum Einzugsgebiet der Kirche gehörten die Amtsgerichtsbezirke Blankenburg, Hasselfelde und Walkenried.
1903 wurden in Blankenburg der Borromäusverein und der katholische Männerverein gegründet, 1905 folgte die Gründung des Bonifatiusvereins. Über einen ständigen Geistlichen verfügte Blankenburg ab Oktober 1905, zuvor wurde es von Geistlichen aus Halberstadt versorgt. Damals gehörten zum Seelsorgebezirk Blankenburg schon rund 1000 Katholiken. 1907 wurde das Haus neben der Kirche als Pfarrhaus angekauft. Um 1910 wurden zwei Seitenaltäre und eine gebrauchte Orgel aufgestellt, 1914 und 1928 folgte je eine Glocke. 1932 erfolgte der Einbau von Seitenbänken, und 1933 erhielt die Kirche erstmals eine Heizung. 1936 folgte eine Neugestaltung des Chorraumes sowie eine teilweise Bemalung der Seitenwände.
Am 16. August 1940 wurde von der Kuratie Blankenburg die Pfarrvikarie Elbingerode-Rübeland abgezweigt. 1944 wohnten rund 2000 Katholiken im Einzugsgebiet der Blankenburger Kirche, dazu kamen im Spätsommer 1944 noch über 1200 evakuierte Katholiken aus dem Bistum Aachen.
In Folge der Flucht und Vertreibung Deutscher aus Mittel- und Osteuropa 1945–1950 vergrößerte sich die Zahl der Katholiken im Gebiet um Blankenburg durch den Zuzug von Flüchtlingen und Heimatvertriebenen. 1948 wurde im zuvor zu Blankenburg gehörenden Hasselfelde eine Pfarrvikarie errichtet. Am 1. Oktober 1949 wurde Blankenburg eine selbstständige Kirchengemeinde (Kuratie); sie gehörte auch während der DDR zum westdeutschen Bistum Hildesheim, war jedoch dem Apostolischen Administrator von Magdeburg unterstellt.
1960/1961 wurde der Innenraum umgestaltet, dabei wurden die Kommunionbank, die Kanzel und die Seitenaltäre entfernt und die bisherige Orgel durch ein neues Instrument ersetzt. Seitdem ist der Innenraum in schlichtem Weiß gehalten. 1969 wurde die Sakristei erweitert, und 1974 wurde eine elektrische Bankheizung eingebaut. In diesem Jahr wurde auch die Kirchengemeinde zur Pfarrei erhoben, 1994 wechselte ihre Zugehörigkeit vom Bistum Hildesheim zum damals neu gegründeten Bistum Magdeburg. Von 1995 bis 1997 erfuhr der Innenraum abermals eine Umgestaltung. Am 15. November 1997 weihte Bischof Leo Nowak die Kirche wieder ein und konsekrierte einen neuen Altar. 2001 bekam die Kirche einen neuen Kreuzweg eines italienischen Künstlers.
Am 1. März 2006 wurde der Gemeindeverbund „Blankenburg-Hasselfelde“ errichtet. Damals gehörten rund 1000 Katholiken zur Pfarrei Blankenburg. Die Kapelle „Maria vom hl. Rosenkranz“ in Hasselfelde war bereits im Januar 2006 aufgegeben worden. In Hasselfelde finden die katholischen Gottesdienste seitdem in der evangelischen St.-Antonius-Kirche statt. Am 2. Mai 2010 wurde die heutige Pfarrei gegründet. Aus diesem Anlass wurde 2010 der Taufstein aus der entwidmeten Hasselfelder Kapelle in der St.-Josef-Kirche aufgestellt. Die Volkszählung in der Europäischen Union 2011 zeigte, dass von den 21.118 Einwohnern der Stadt Blankenburg 940 der römisch-katholischen Kirche angehörten, was etwa 4,5 % entspricht. Die große Mehrheit der Blankenburger Einwohner gehört heute keiner Religionsgemeinschaft an.

## Architektur und Ausstattung

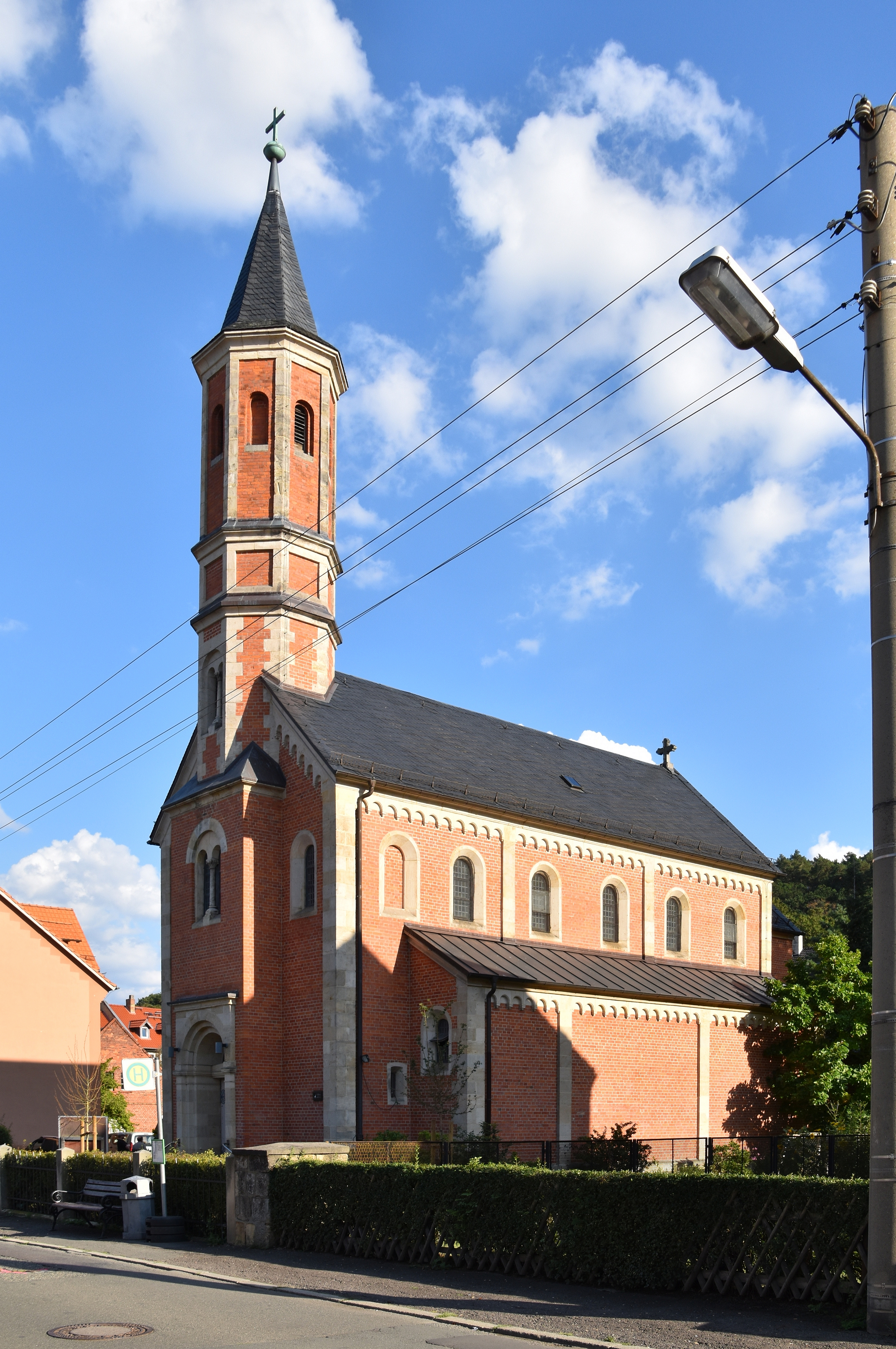
Kirche von Nordwesten

Die Kirche steht auf dem Grundstück Helsunger Straße 41 (in der DDR-Zeit Wilhelm-Pieck-Straße 41), sie wurde vom Architekt Edward Damme (nach anderer Quelle Danne) aus Halberstadt in Form einer neoromanischen Basilika errichtet. Sie ist an der Nord-Süd-Achse ausgerichtet und verfügt über einen 26,5 Meter hohen Kirchturm, der aus dem Nordgiebel herausragt. Für den Bau wurden einheimischer Sandstein und rote Klinker verwendet.
Die Kirche wird durch ein Portal an der Nordseite erschlossen. Ihr Innenraum, bestehend aus dem Mittelschiff und zwei Seitenschiffen, bietet über 110 Sitzplätze und wird von einer Flachdecke abgeschlossen. Unter der Orgelempore steht der Beichtstuhl und der Schriftenstand. 14 Kreuzwegstationen hängen an den Seitenwänden. Links vom Altarraum stehen eine Marienstatue, vor der Opferkerzen aufgestellt werden können, sowie das Taufbecken. Rechts vom Altarraum erinnert eine weitere Statue an den heiligen Josef, den Schutzpatron der Kirche, der hier mit einer Säge als Symbol für seinen Beruf als Zimmermann dargestellt wird. Der schlicht gehaltene Altarraum wird von einem Kruzifix an der Rückwand dominiert, darunter befindet sich der Tabernakel.
Die Orgel wurde 1961 von der Orgelbauwerkstatt A. Schuster & Sohn in Zittau erbaut. Das Instrument hat 15 Register auf zwei Manualen.

## Kirchen des Bistums Hildesheim in der DDR
Während der DDR-Zeit gehörten sechs Kirchen auf ihrem Staatsgebiet zum Bistum Hildesheim, waren jedoch in der DDR residierenden Apostolischen Administratoren unterstellt. Die Kirche in Neuhaus dem Administrator in Schwerin, die in Blankenburg (Harz), Elbingerode (Harz), Hasselfelde und Hessen dem Administrator in Magdeburg, und die in Niedersachswerfen dem Administrator von Erfurt und Meiningen. Nur die Kirche in Neuhaus gehört noch heute zum Bistum Hildesheim, die anderen sind heute den seit dem 8. Juli 1994 bestehenden Bistümern Magdeburg und Erfurt zugeordnet.